# 29 Korpus Zmechanizowany (ZSRR)
29 Korpus Zmechanizowany (ros. 29-й механизированный корпус) – wyższy związek taktyczny wojsk zmechanizowanych Armii Czerwonej okresu II wojny światowej.

## Formowanie
Korpus został sformowany w marcu 1941 r. na terenie Mongolii przez oddziały wchodzące w skład Zabajkalskiego Okręgu Wojskowego w składzie 17 Armii.

## Skład korpusu
- 57 Dywizja Pancerna od 7 maja 1941 57 Samodzielna Dywizja Pancerna,
- 61 Dywizja Pancerna od 7 maja 1941 61 Samodzielna Dywizja Pancerna,
- 82 Dywizja Zmotoryzowana od 7 maja 1941 61 Samodzielna Dywizja Pancerna.
- 30 pułk motocyklowy.

## Dowództwo
- dowódca korpusu – generał major wojsk pancernych  Michaił Pawełkin
- zastępca do spraw politycznych – komisarz Piotr Lebiediew (20.03.1941 – 27.05.1941).
- szef sztabu – pułkownik Wasyl Butkow (od 11.03.1941)

## Rozformowanie
Zgodnie z postanowieniem KC NIK(b) i SNK ZSRR „O nowych formowaniu w składzie Czerwonej Armii” korpus został rozwiązany 7 maja 1941 r.
Dywizje korpusu zostały stały się samodzielnymi jednostkami w ramach 17 Armii.
30 Pułk Motocyklowy został rozmieszczony w Bajan-Tumienie. Uczestniczył w wojnie z Japonią w 1945 r. w składzie konno-zmechanizowanej grupy generała pułkownika Issy Plijewa.